# Collégiale Saint-Gengoult de Toul
La collégiale Saint-Gengoult de Toul est une ancienne collégiale de style gothique située à Toul, agrémentée d'un étonnant cloître de transition flamboyant-Renaissance. Elle est classée aux monuments historiques par la liste de 1840.

## Architecture
La collégiale est un condensé de l'art gothique, de ses débuts jusqu'à l'arrivée de la Renaissance.

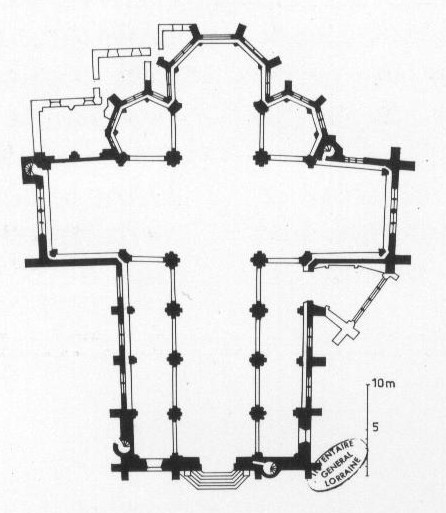
Plan de l'église.

- Le chœur est édifié au XIIIe siècle, les vitraux sont également de cette époque.

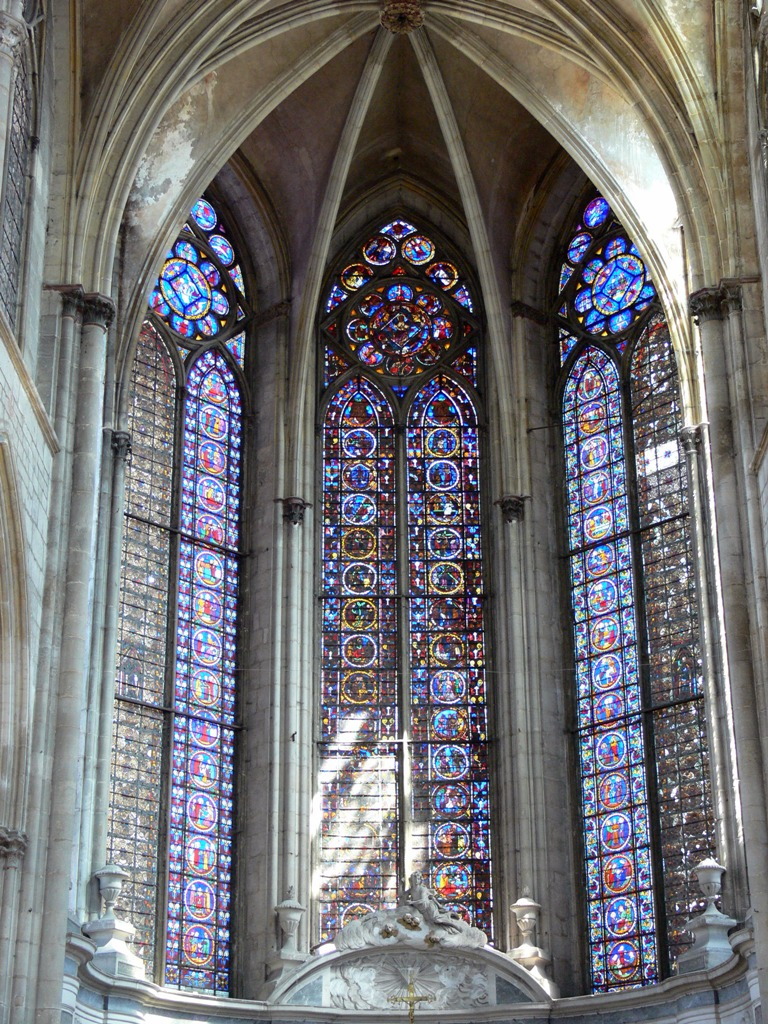
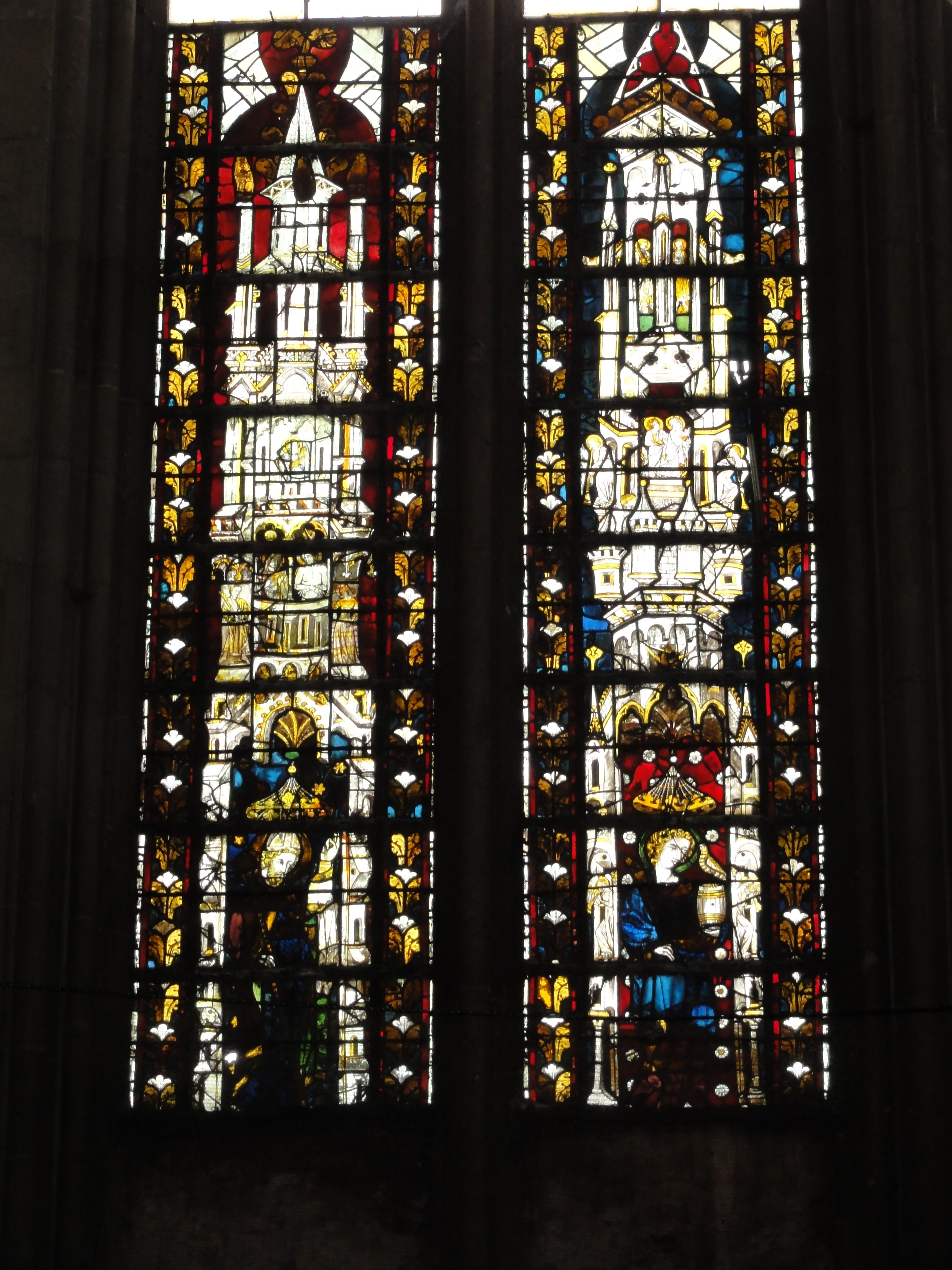
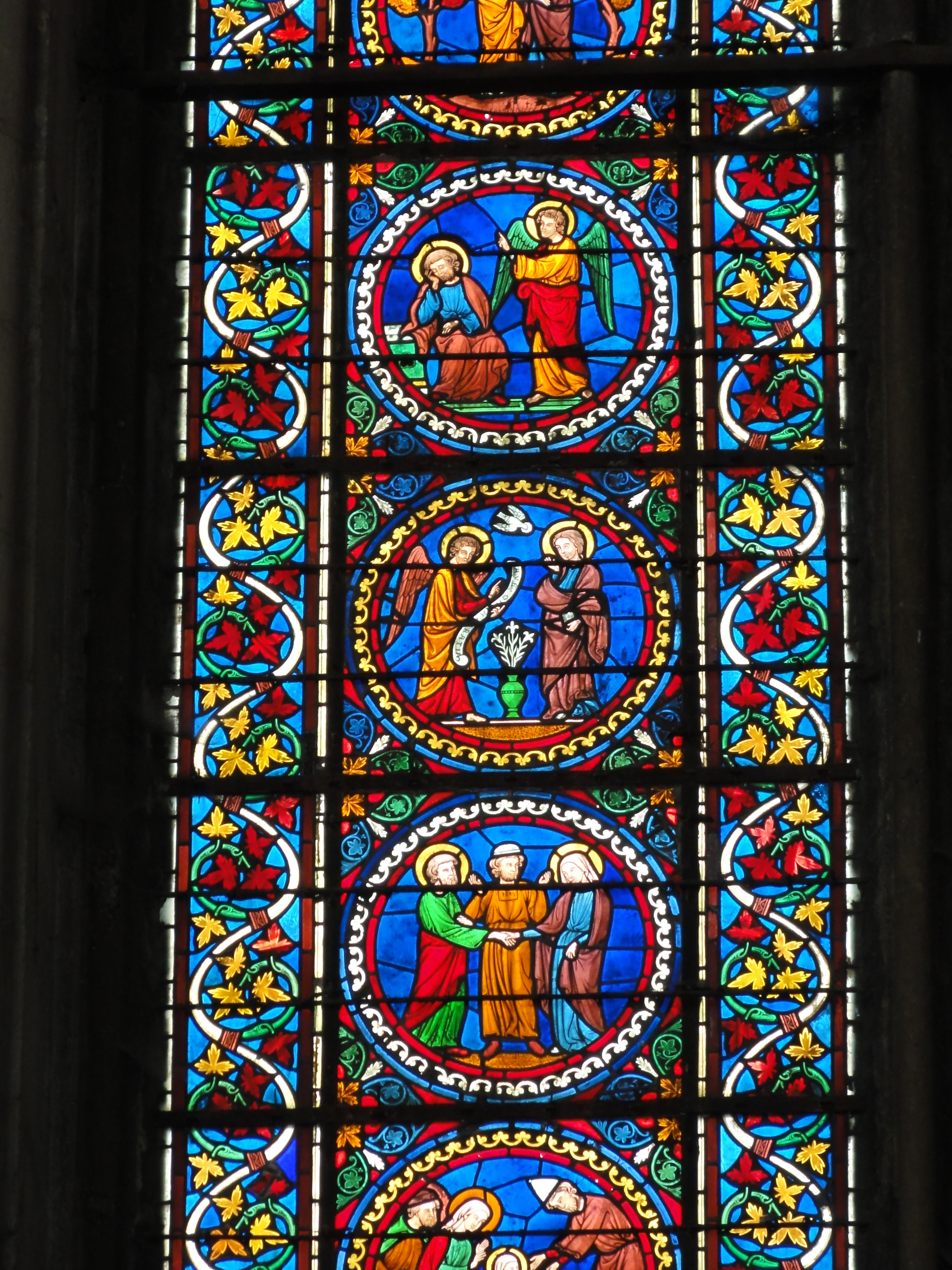
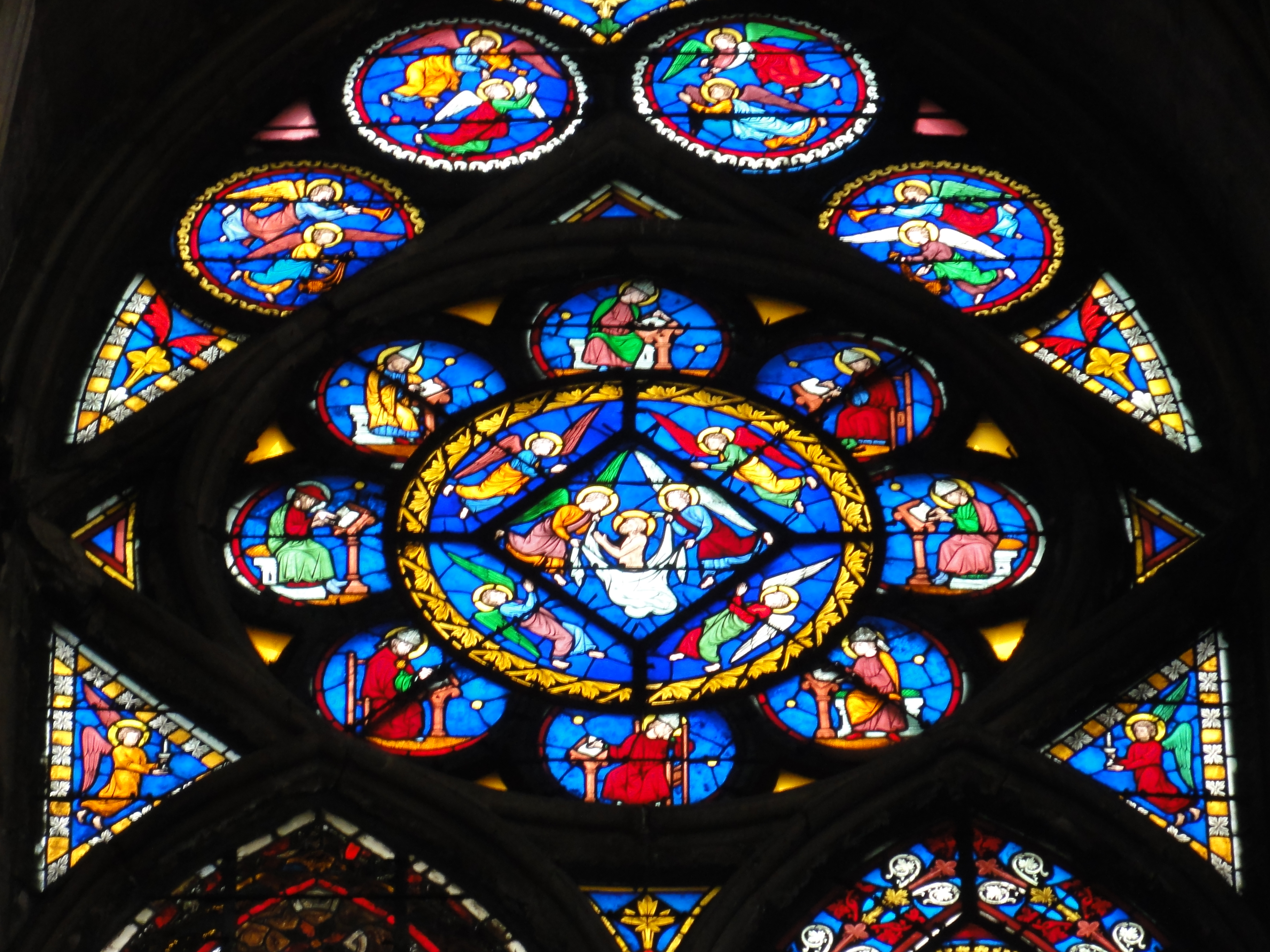

- Le transept est édifié au XIVe siècle ainsi que la moitié de la nef.
- Le reste de la nef ainsi que la façade sont de style gothique flamboyant (fin XVe siècle).

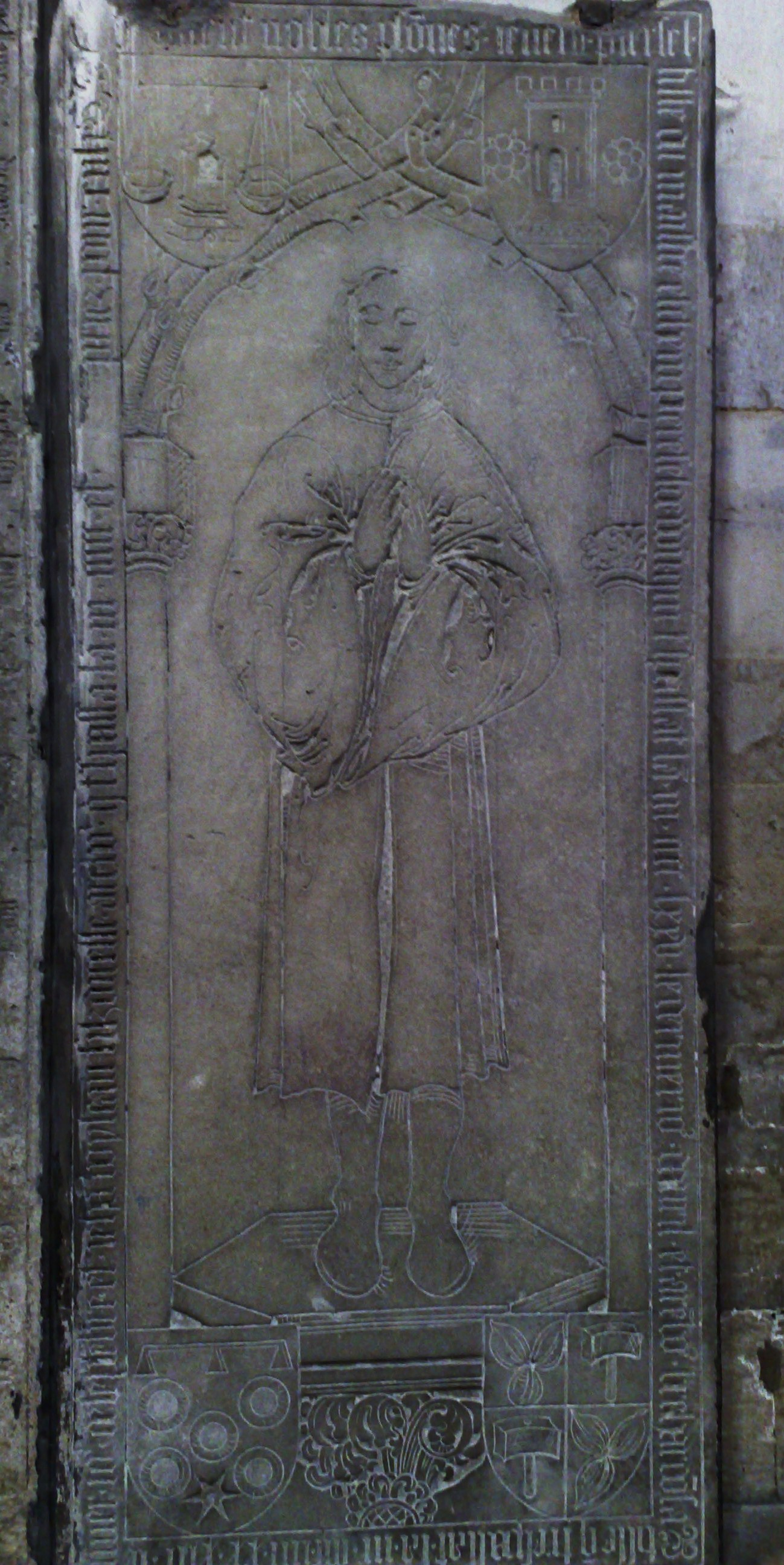
Pierre tombale,
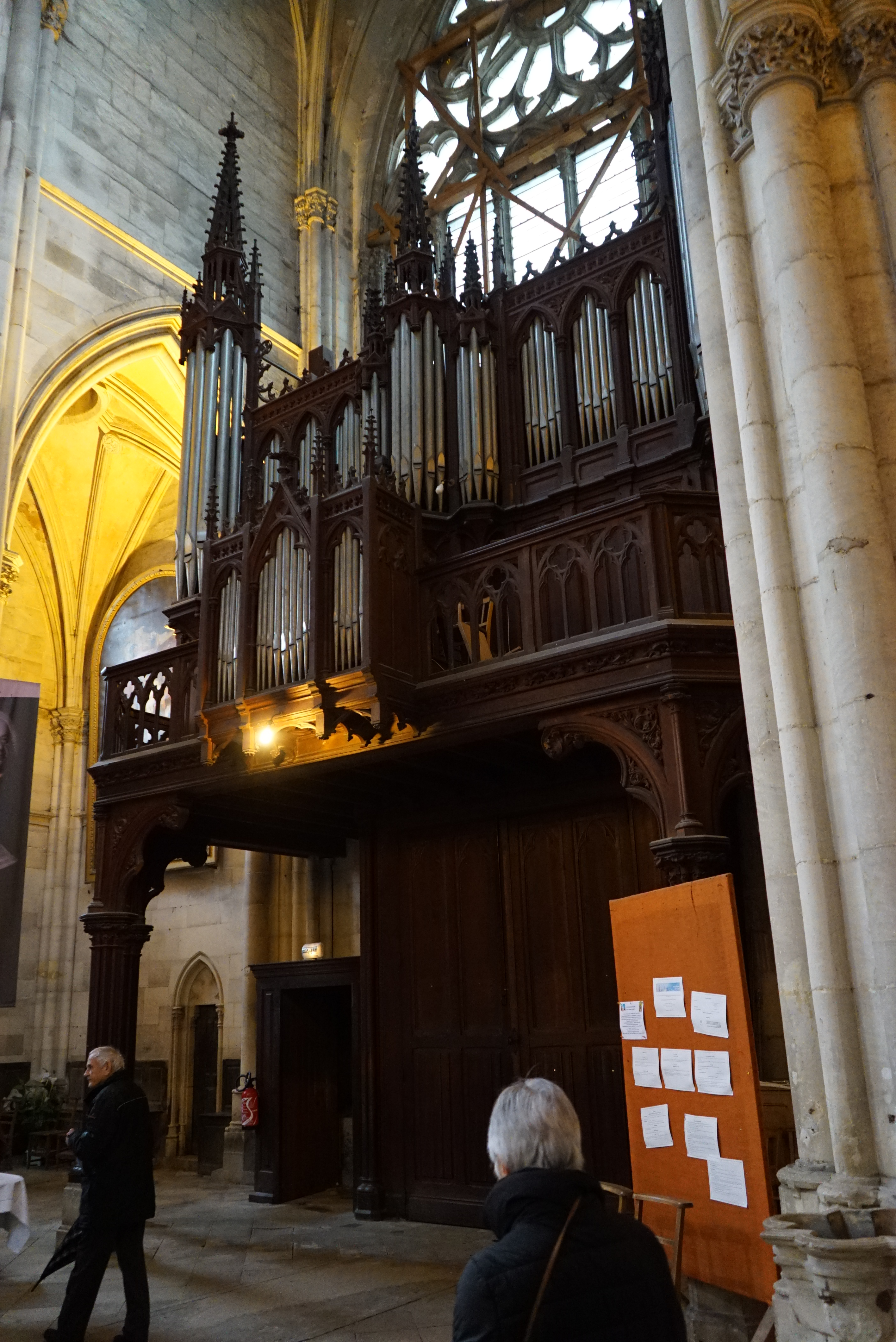
l'orgue,
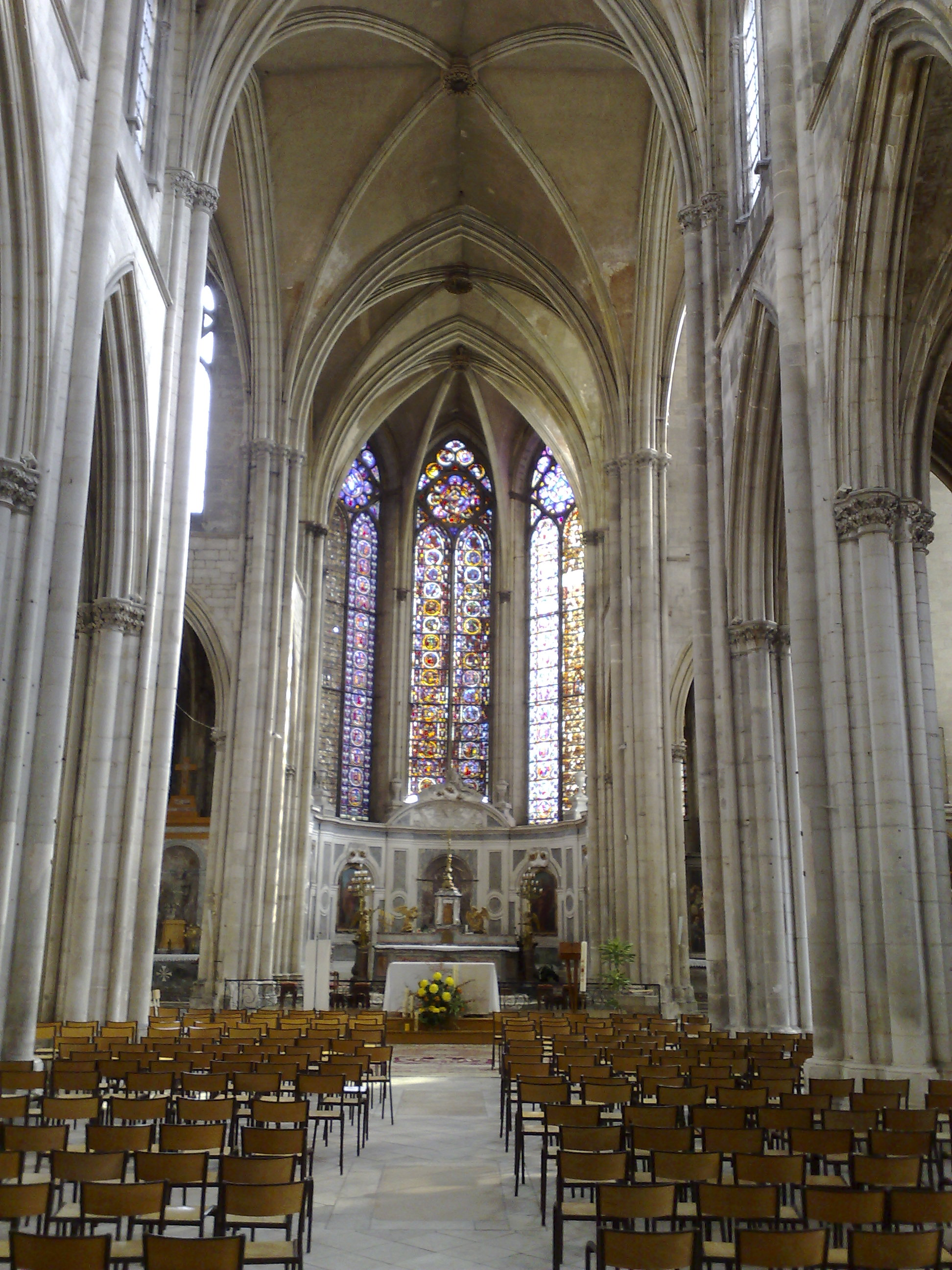
la nef.

- Le cloître quant à lui est d'un style gothique très tardif et très influencé par la Renaissance.

### Cloître

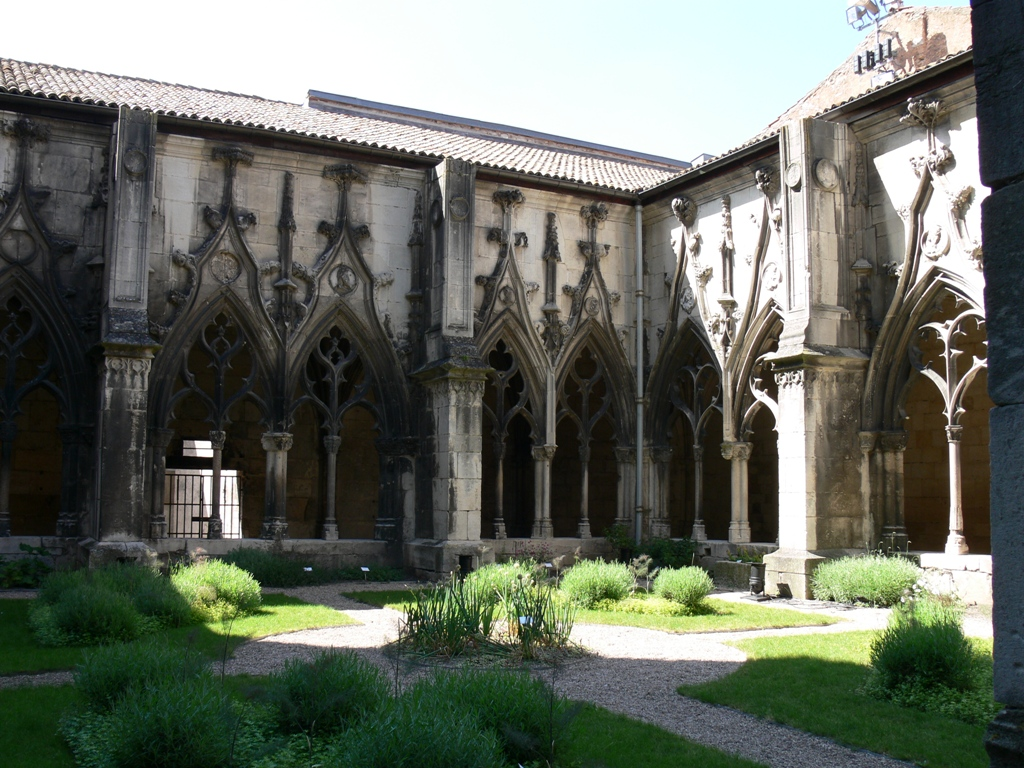
Le jardin.
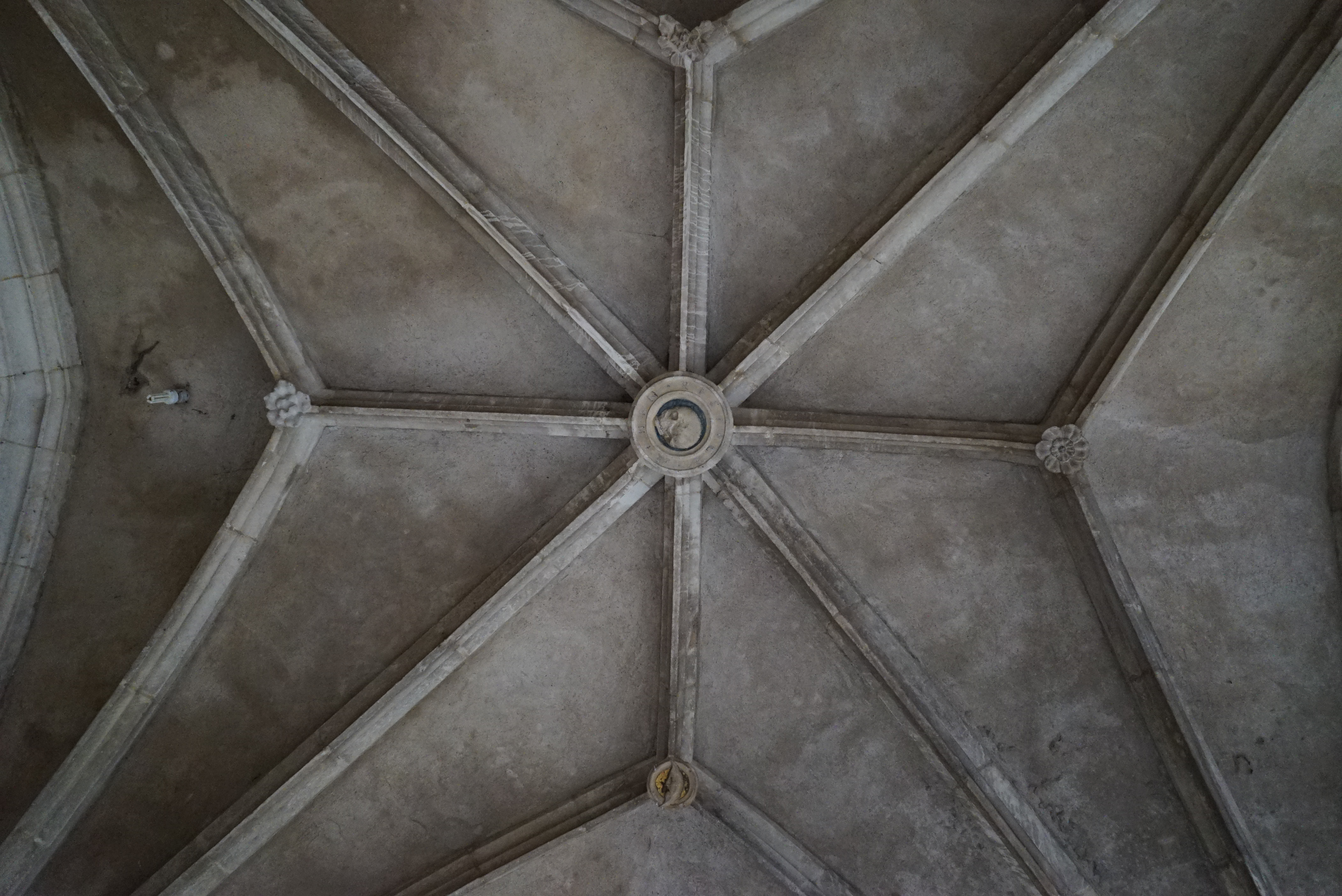
Voûte.
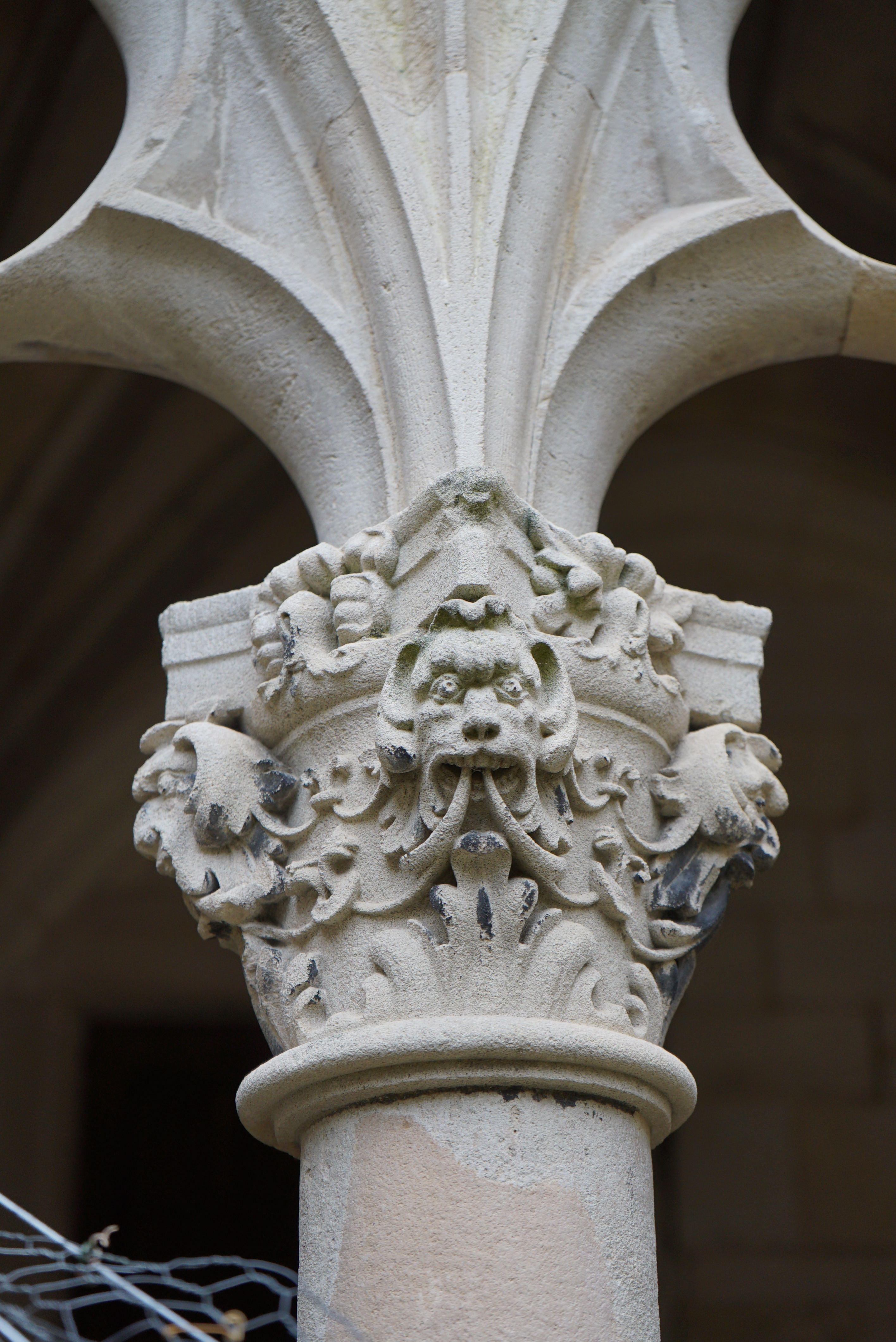
Chapiteau.
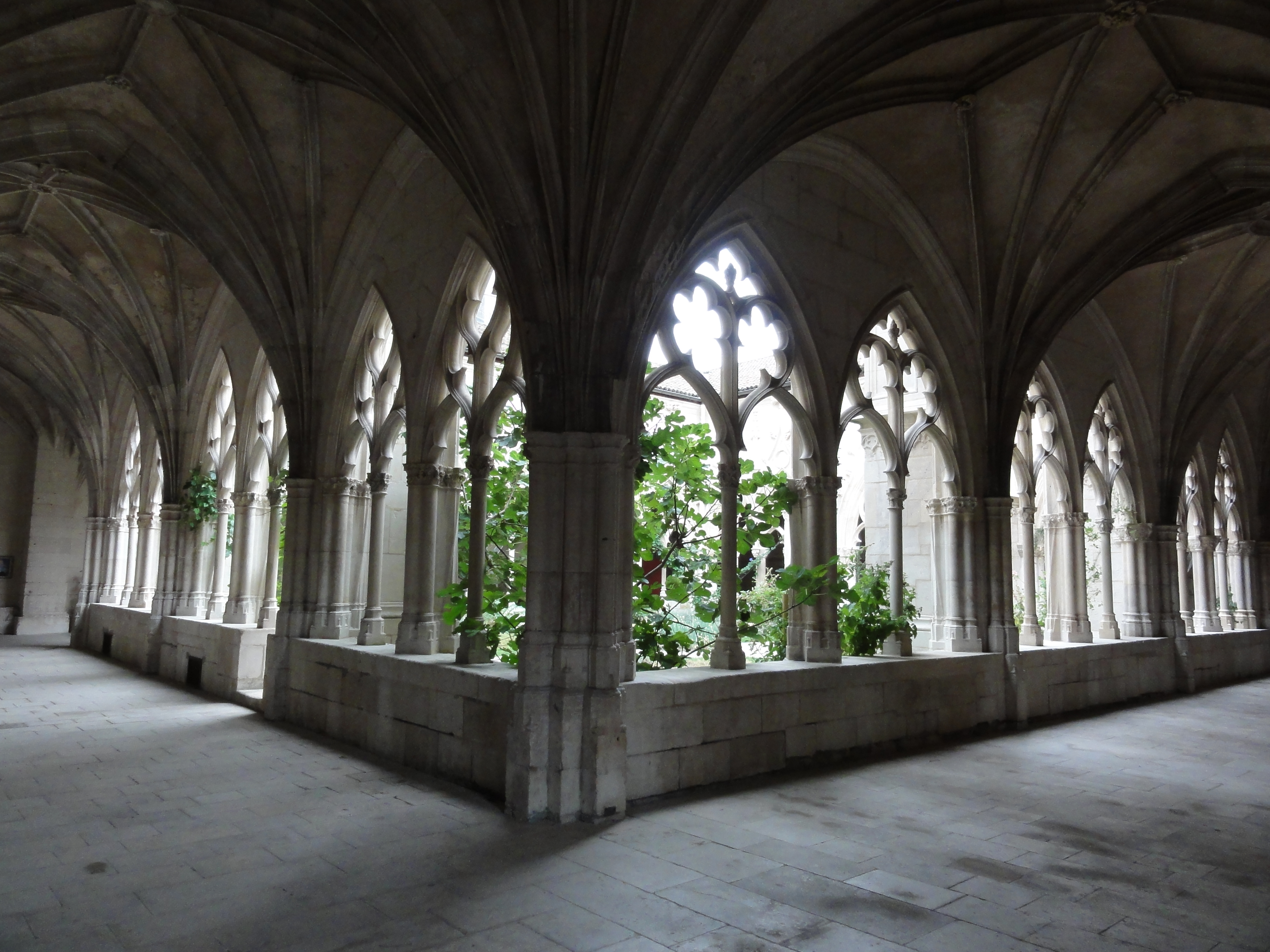
Cloître de la collégiale.
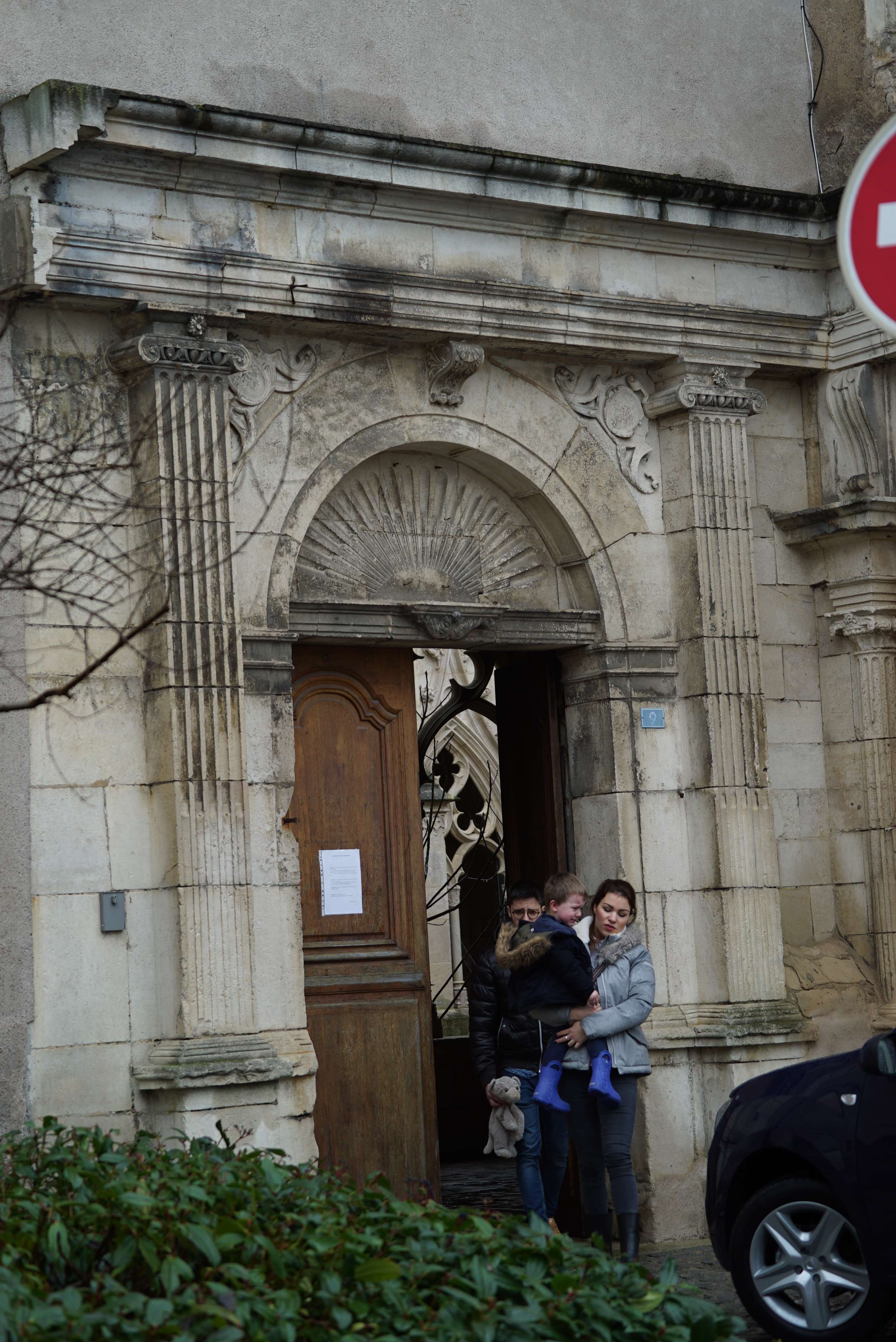
Entrée Renaissance.

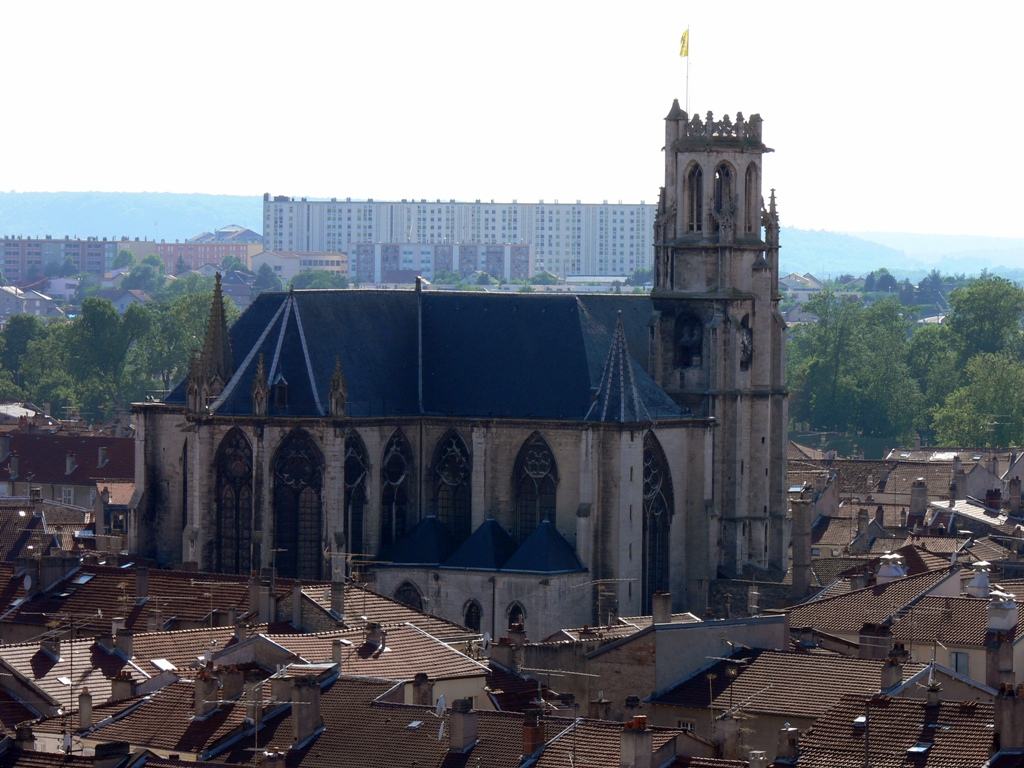
Saint-Gengoult dans une vue panoramique.

Le cloître de la collégiale Saint-Gengoult de Toul a été construit au XVIe siècle, entre 1510 et 1530. Initialement, du fait de ses dimensions réduites, il fut pensé à double étage, mais le second étage ne fut jamais réalisé. Les baies et voûtes sont encore de style gothique flamboyant tandis que les extérieurs sont empreints de style Renaissance. Le cloître est classé en 1889.

## Histoire
L'église est dédiée à saint Gengoult, ou Gangolf d'Avallon, saint du VIIIe siècle.
L'église actuelle est reconstruite à partir du XIIIe siècle.
La plus haute tour de la collégiale servit de beffroi jusqu'à la Révolution française.
Une campagne de restauration fut entreprise par Émile Boeswillwald et Paul Boeswillwald au XIXe siècle et début XXe siècle.

### Mobilier classé

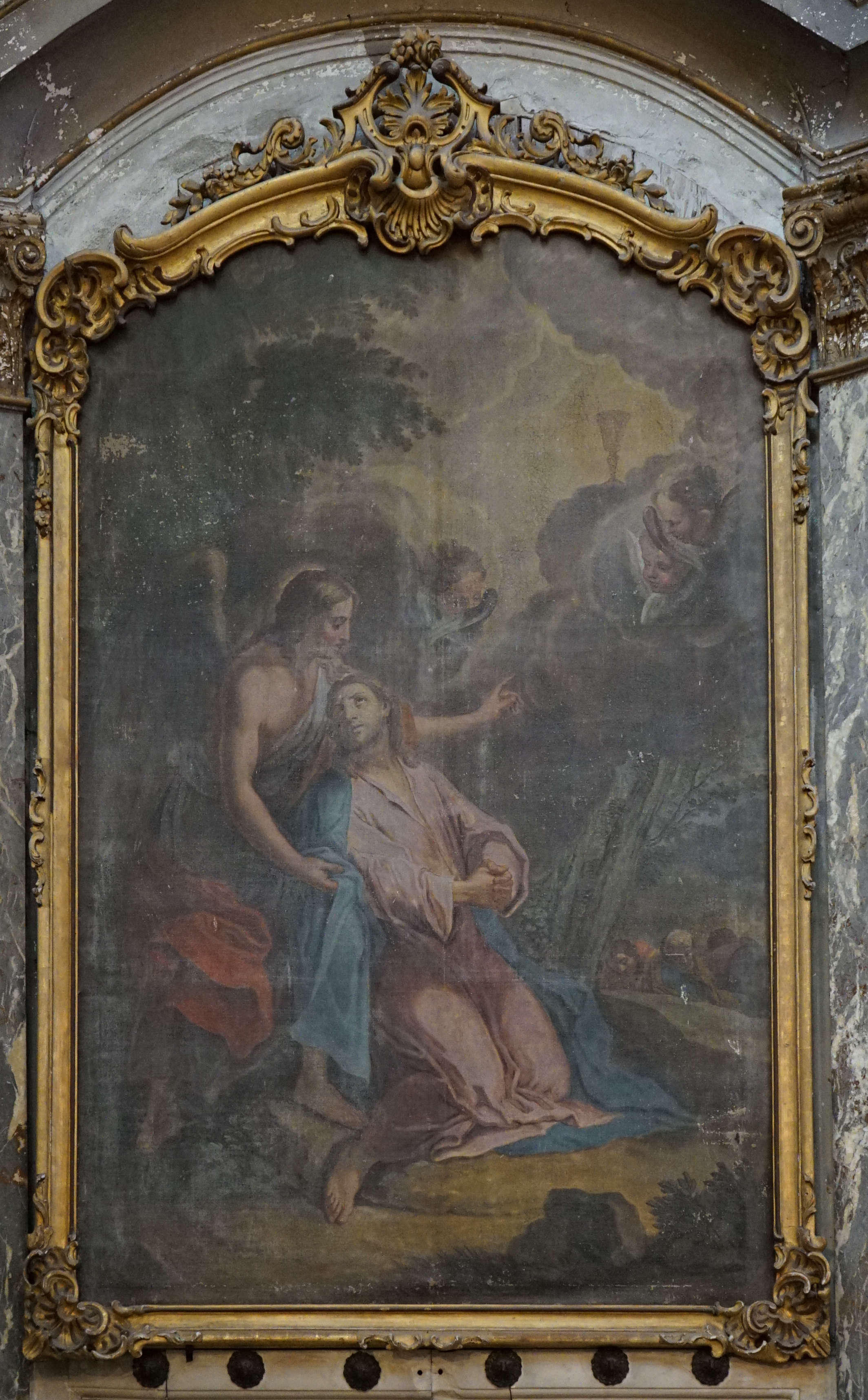
Christ au jardin des oliviers.
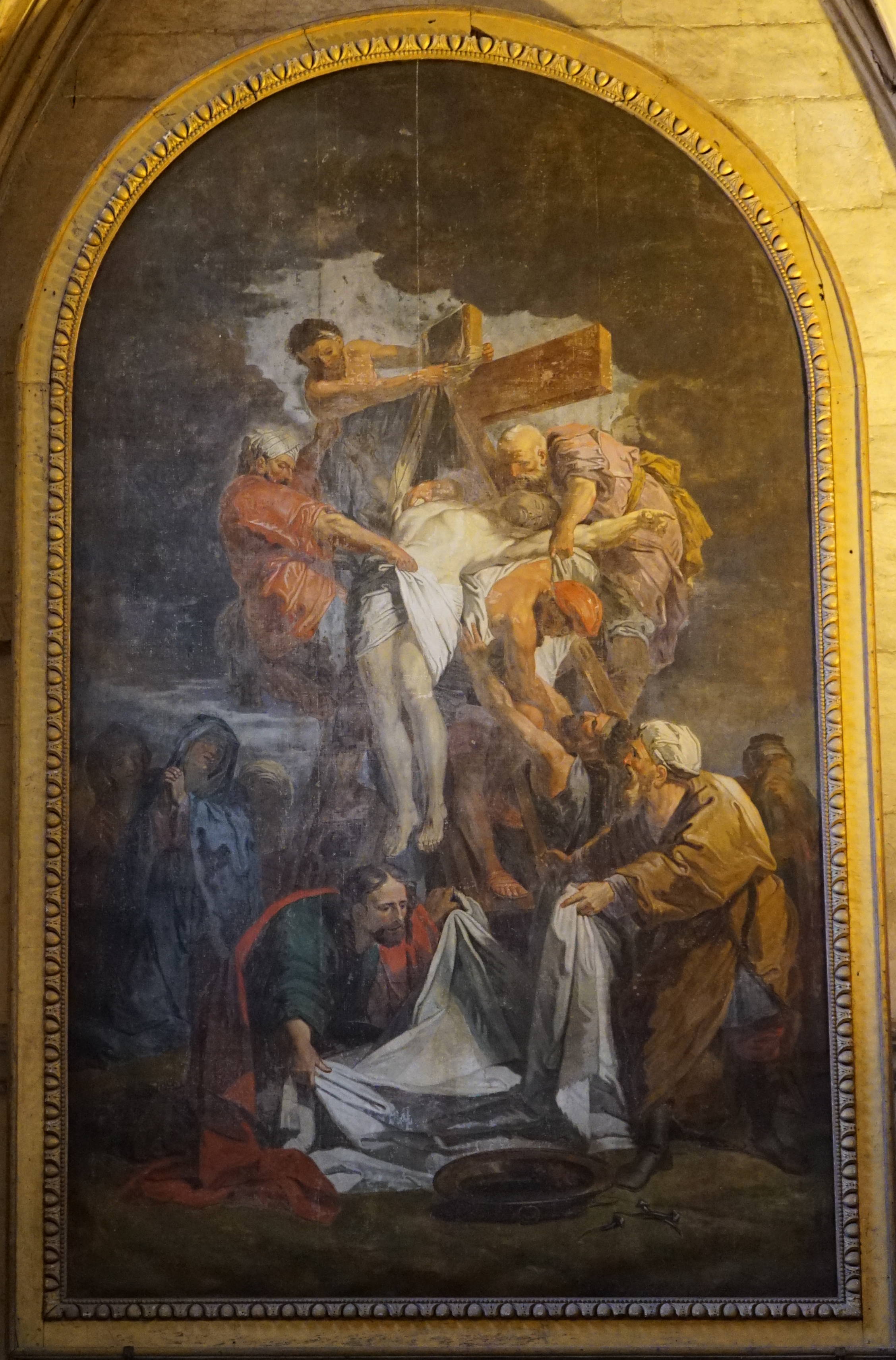
Descente de croix.
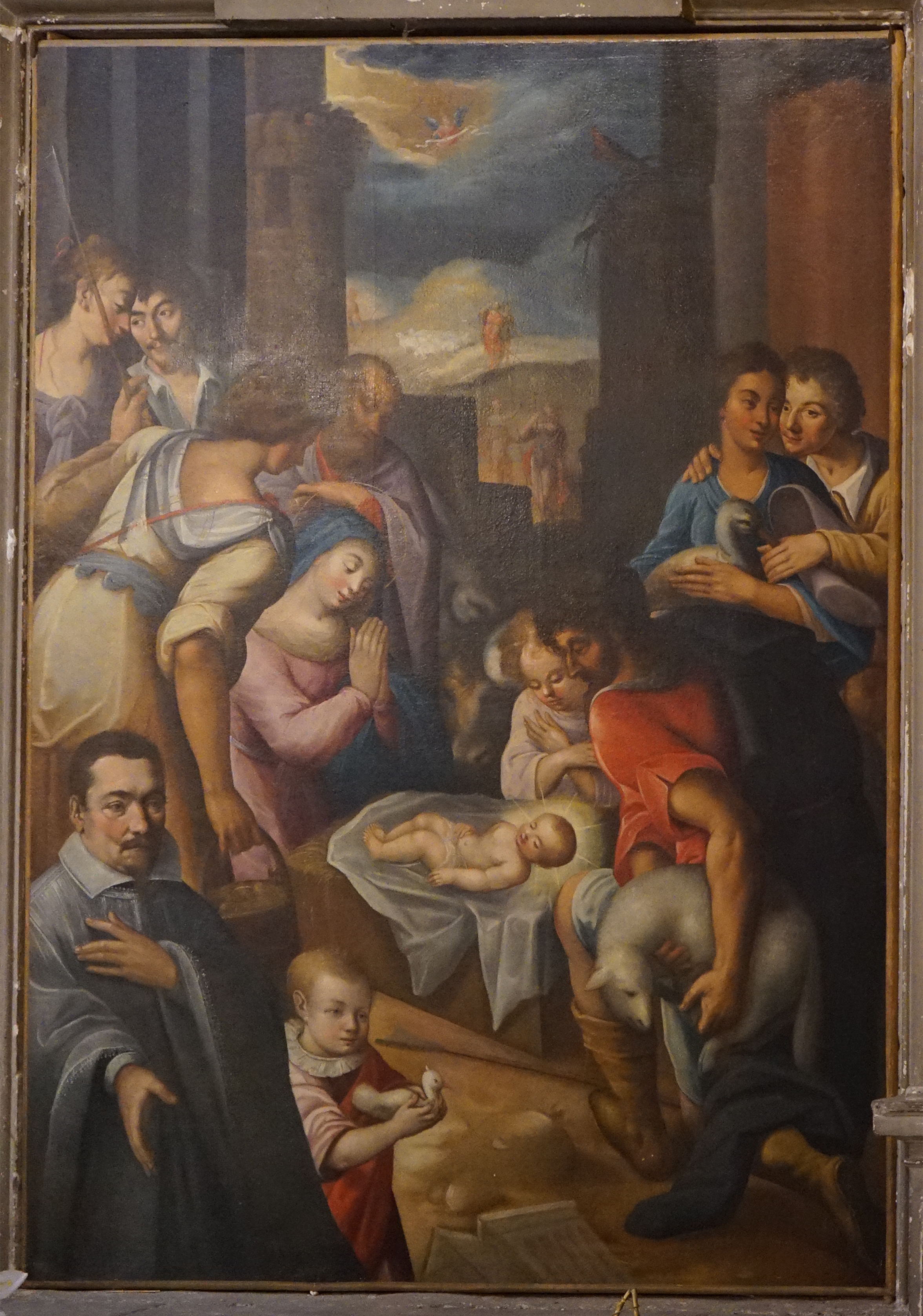
Nativité.
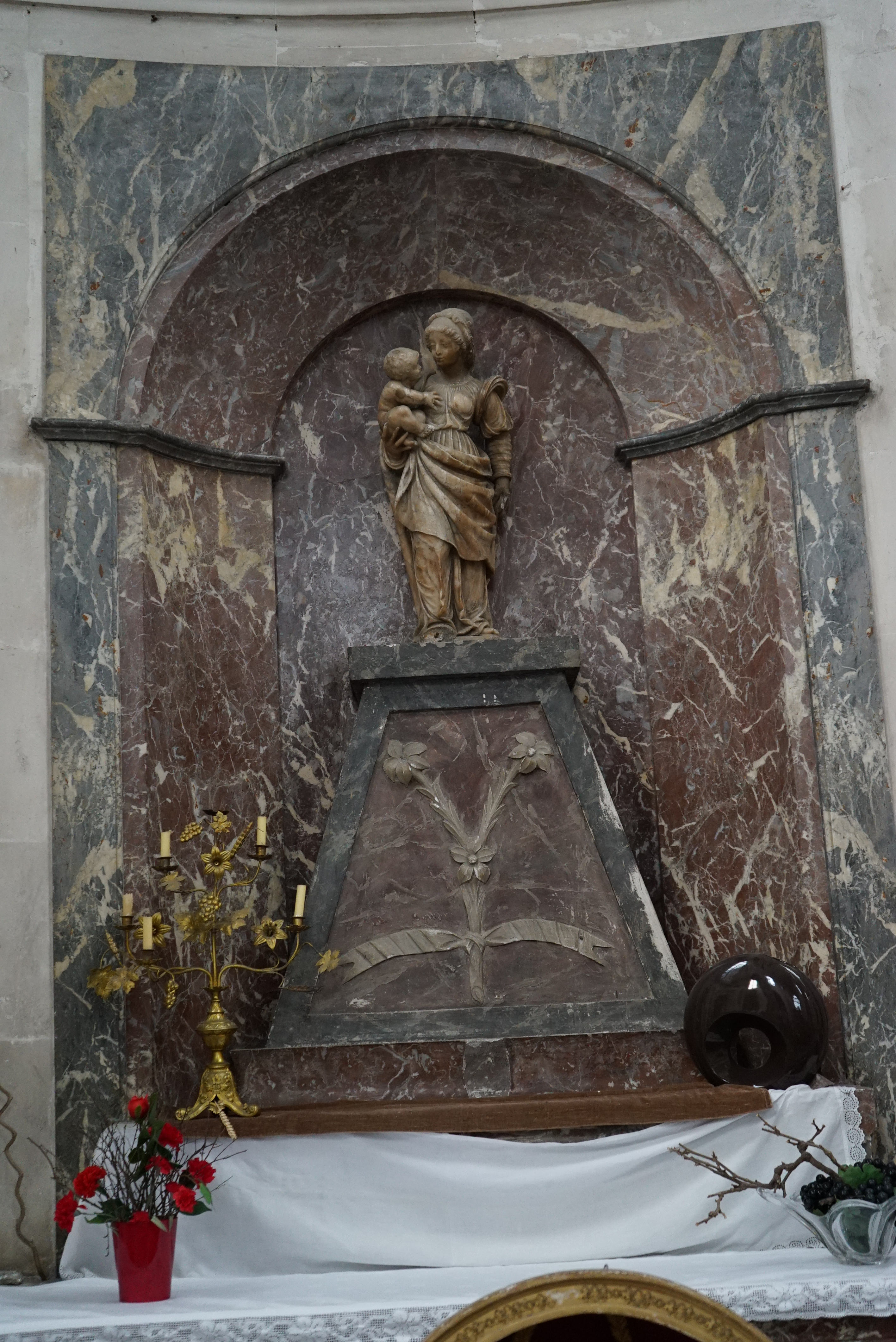
Marie à l'enfant Jésus en albâtre.
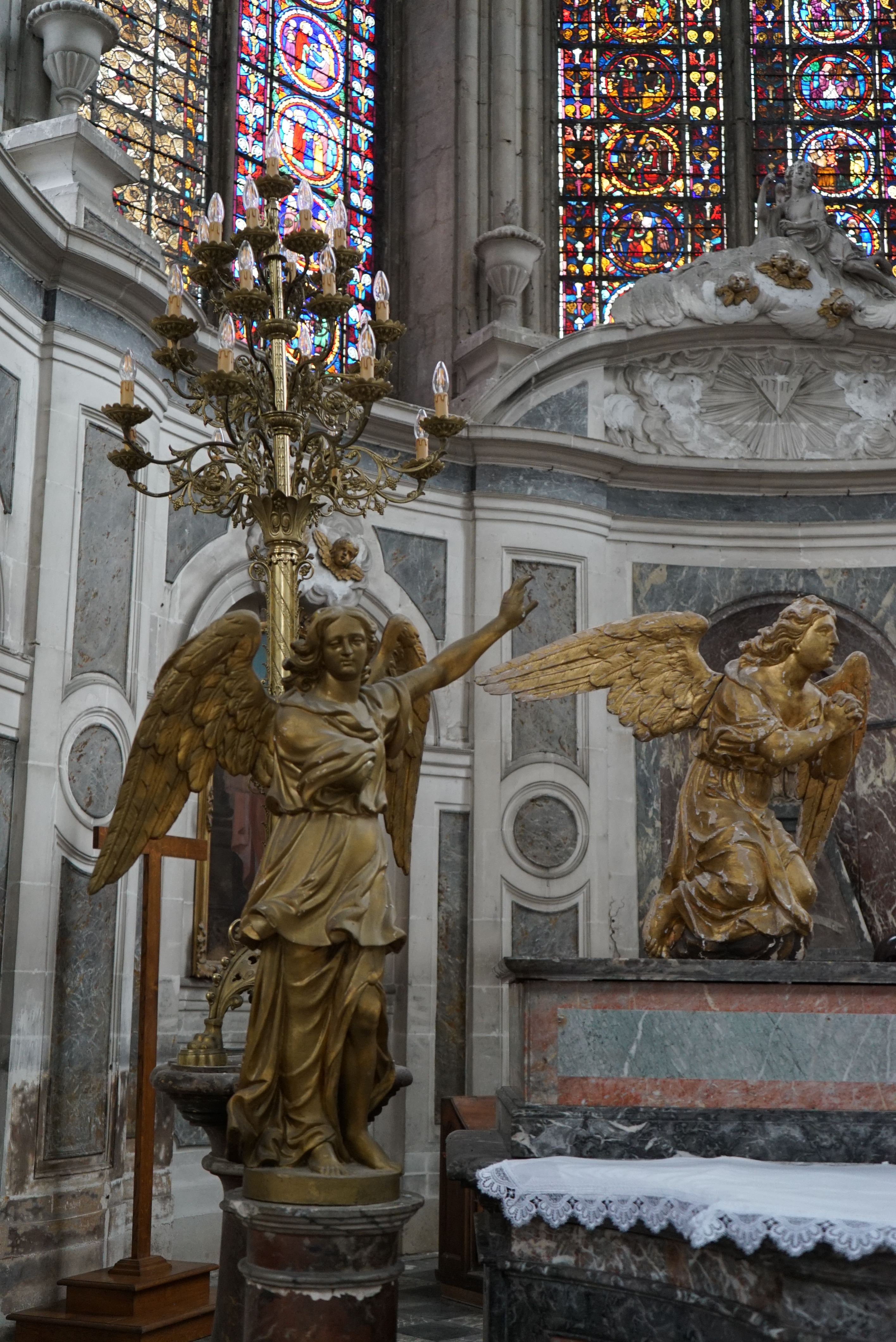
Anges en bois doré.
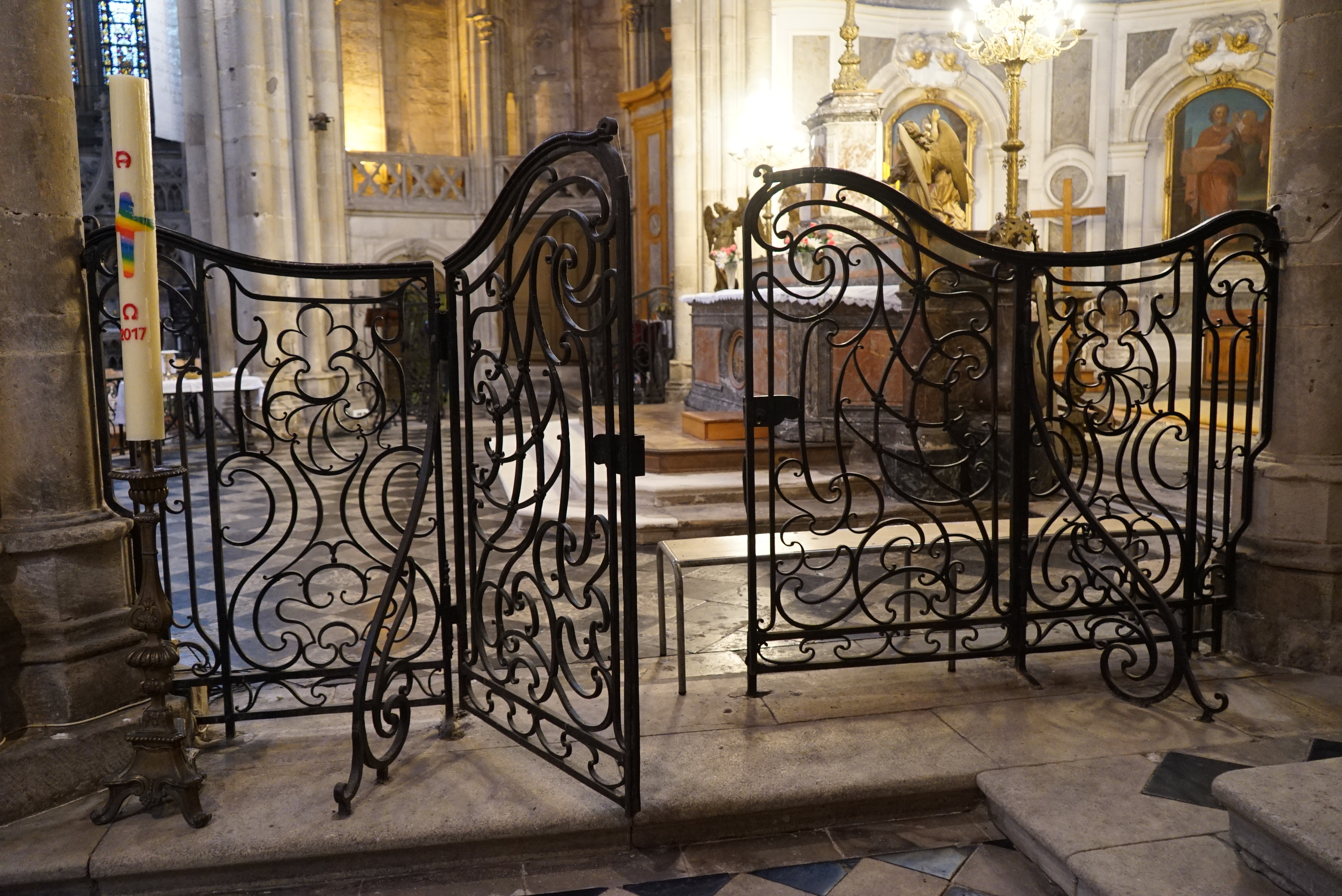
Clôture de chœur.
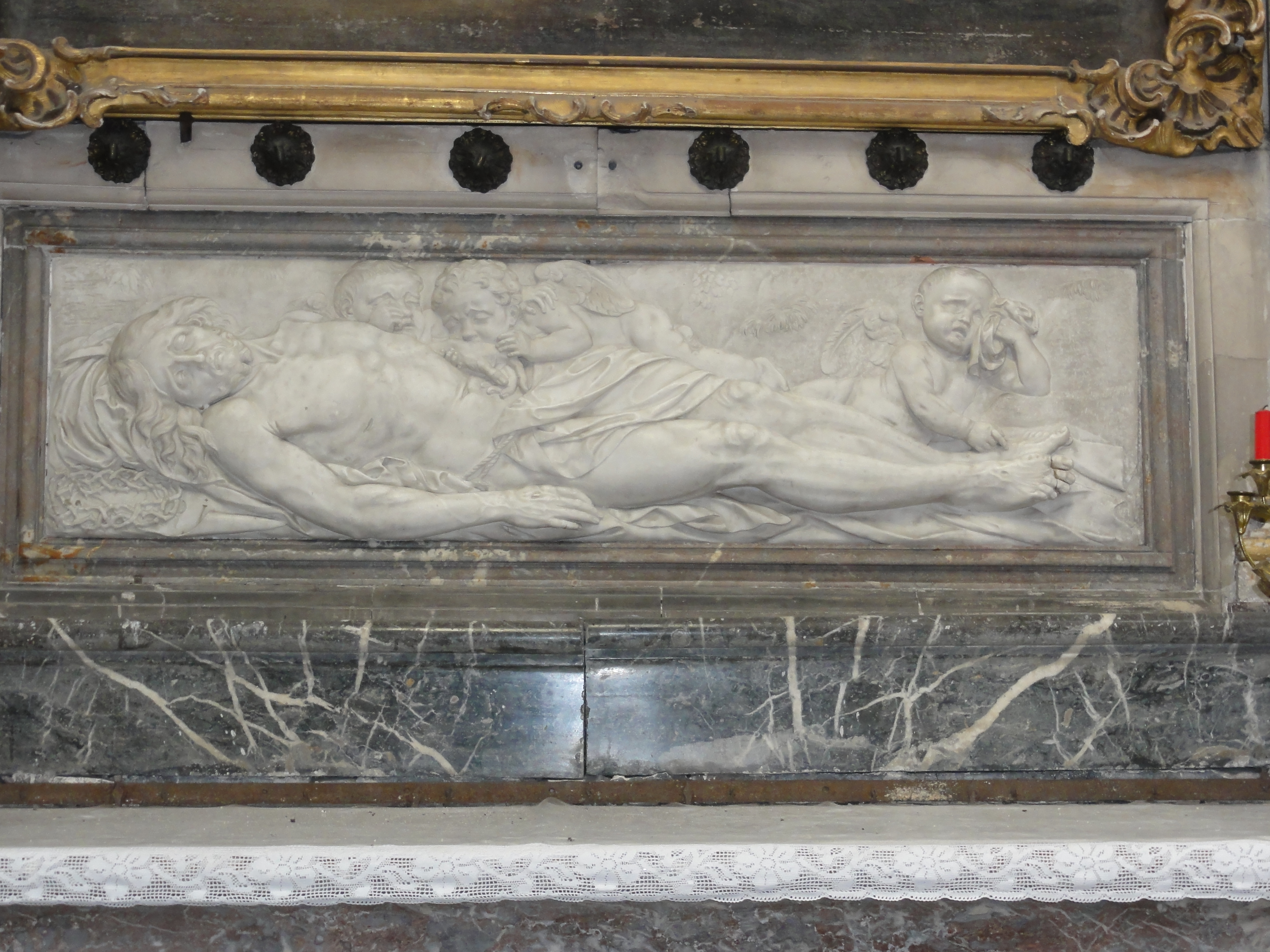
Bas relief d'un christ au tombeau.